# Azubu
Azubu era um site de esports de transmissão ao vivo . Em maio de 2017, fechou e foi sucedido pelo Smashcast.

## História
A Azubu foi fundada em 2012, quando Lars Windhorst notou que as crianças estavam usando serviços de transmissão ao vivo para assistir outros jogarem videogames , sendo o maior jogo League of Legends . Windhorst afirmou que "era exótico" testemunhar as pessoas assistindo outras jogarem videogames. Durante um período de quatro anos, o Sapinda Group, a empresa de propriedade de Windhorst, investiu US$ 40 milhões na Azubu.
Em 2014, Azubu anunciou uma parceria com quatorze streamers de League of Legends, incluindo Faker of SKT T1 K e MadLife of CJ Entus Frost . Azubu Announces Historical Partnership with Fourteen Top Korean eSports Teams
Ao longo de grande parte de 2016, vários colaboradores deixaram a empresa, deixando o Grupo Sapinda a financiar cada vez menos a Azubu. Windhorst acabou admitindo que havia financiado a Azubu de forma ineficiente e deveria ter fornecido financiamento mais suficiente. O Grupo Sapinda "alimentaria" os fundos da Azubu para acelerar o crescimento.Nontraditional funding may have nearly killed e-sports video firmAzubu TV Secures $34 Million In Equity Funding For eSports
Em abril de 2016, a Azubu revelou que estava desenvolvendo um reprodutor de vídeo melhor e uma rede de receita que lançaram para seu site.Azubu Releases New Video Player, Revenue Stream No mesmo ano, a Esportspedia, de propriedade da Azubu, mudou-se para EsportsWikis,Esportspedia Relaunches Under New Name | eSports News & Videos | Dexerto  embora o antigo site ainda esteja funcionando.

## Closure
Em janeiro de 2017, Azubu revelou que não era mais capaz de transmitir League of Legends devido a um aumento de preço de $ 2 milhões em direitos de streaming.  No mesmo mês, a Azubu anunciou que havia adquirido e estava trabalhando no desenvolvimento de uma nova plataforma de eSports .